# Dean O'Banion

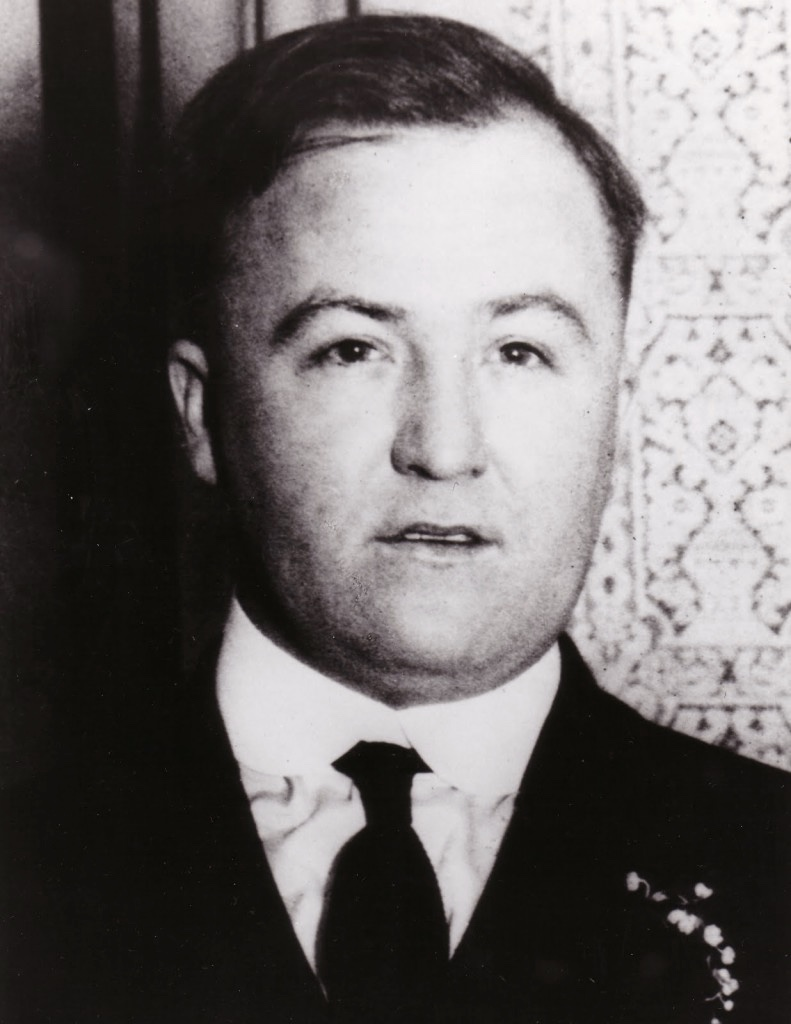
Dean O'Banion fotografiado en 1921.

Charles Dean O'Banion (8 de julio de 1892 - 10 de noviembre de 1924) fue un mafioso estadounidense que fue el principal rival de Johnny Torrio y Al Capone durante las brutales guerras de contrabando en Chicago durante la década de 1920. Los periódicos de su época lo hicieron más conocido como Dion O'Banion, aunque nunca tuvo ese nombre. Dirigió la North Side Gang hasta 1924, cuando fue asesinado a tiros, supuestamente por Frankie Yale, John Scalise y Albert Anselmi.

## Primeros años
O'Banion nació de padres católicos irlandeses en el pequeño pueblo de Maroa en Illinois central. La familia O'Banion se mudó a Aurora, Illinois, cuando Dean era un niño pequeño. En 1901, después de la muerte de su madre, se mudó a Chicago con su padre y su hermano mayor (una hermana, Ruth, se quedó en Maroa). La familia se instaló en Kilgubbin, también conocido como "Little Hell", un área fuertemente irlandesa en el North Side de Chicago que fue notoria en toda la ciudad por su criminalidad.
Cuando era joven, "Deanie", como se le conocía, cantaba en el coro de la iglesia en la Catedral del Santo Nombre de Chicago. Sin embargo, ni la música ni la religión despertaron el interés de O'Banion; en cambio, la vida callejera de Kilgubbin llamó su atención. Uno de los primeros apodos de O'Banion fue "Gimpy" debido a su pierna izquierda corta, pero pocas personas tuvieron el valor suficiente para llamarlo así. Se decía que la pierna más corta era el resultado de un accidente de tranvía infantil.
O'Banion y sus amigos (Earl "Hymie" Weiss, Vincent "The Schemer" Drucci y "Bugs" Moran) se unieron a la Market Street Gang, que se especializaba en hurtos y robos para el mercado negro de Chicago. Los muchachos luego se convirtieron en "golpeadores", matones contratados por un periódico para golpear a los dueños de puestos de periódicos que no vendieran el periódico. Market Street Gang comenzó trabajando para el Chicago Tribune. Sin embargo, más tarde cambiaron al rival Chicago Examiner debido a una oferta más atractiva del jefe del periódico Moses Annenberg. A través de Annenberg, la pandilla conoció al ladrón de cajas fuertes Charles "The Ox" Reiser, quien les enseñó su oficio. En 1909, O'Banion fue arrestado primero por robo de cajas fuertes y luego por agresión. Estas fueron las únicas veces que O'Banion pasó en una institución correccional.
O'Banion trabajaba como camarero en McGovern's Liberty Inn, donde todas las noches deleitaba a los clientes con su hermosa voz de tenor irlandés mientras sus amigos robaban bolsillos en el guardarropa. O'Banion también narcotizó las bebidas de sus clientes, lo que entonces se conocía como "deslizarles un Mickey Finn". Cuando los clientes borrachos salían del club, O'Banion y sus amigos les robaban.
La pandilla también se reunió con los jefes políticos de los distritos 42 y 43 a través de Annenberg; su trabajo consistía en usar la violencia para ayudar a dirigir el resultado de las elecciones.

## La vida como contrabandista
En diciembre de 1919, poco antes de que entrara en vigor la ley seca, O'Banion caminaba por Chicago Street cuando se encontró con un camión de licores estacionado. O'Banion sacó un rollo de monedas de cinco centavos de su bolsillo, se acercó al conductor y lo noqueó. O'Banion procedió a irse con el licor. Vendió el whisky en la parte de atrás a los taberneros por un total de $15 000 ($235 574 en 2021).
Con el inicio de la Prohibición en 1920, O'Banion empezó una operación de contrabando de ron. Hizo arreglos para que los proveedores de cerveza en Canadá comenzaran los envíos de inmediato, y también llegó a acuerdos con los distribuidores de whisky y ginebra. O'Banion fue pionero en el primer secuestro de licor de Chicago el 19 de diciembre de 1921. Él y los "muchachos de Kilgubbin" eliminaron rápidamente a toda su competencia. La mafia O'Banion, conocida como North Side Gang, ahora gobernaba el North Side y el Gold Coast, la zona rica de Chicago situada en la orilla norte del Lago Míchigan. A medida que el nombre de O'Banion crecía en los bajos fondos, atrajo a más seguidores, incluidos Samuel "Nails" Morton, Louis "Two Gun" Alterie y "Handsome" Dan McCarthy.
En el apogeo de su poder, O'Banion supuestamente ganaba alrededor de $ 1 millón al año con el contrabando de licor. Durante una travesura famosa, O'Banion y sus hombres robaron whisky canadiense por valor de más de $ 100 000 de los patios del ferrocarril de West Side. En otro robo famoso, O'Banion saqueó la destilería Sably cerrada con candado y se fue con 1.750 barriles del almacén aduanero.
En 1921, O'Banion se casó con Viola Kaniff y compró una participación en la floristería de William Schofield en el área de River North, cerca de la esquina de West Chicago Avenue y North State Street (State Street (Chicago); luego un estacionamiento). Necesitaba un frente legítimo para sus operaciones criminales; además, le gustaban las flores y era un excelente arreglista. Schofield's se convirtió en la floristería elegida para los funerales de la mafia. La tienda estaba justo al otro lado de la calle de la Catedral del Santo Nombre, donde él y Weiss asistían a misa. Las habitaciones sobre Schofield's se utilizaron como sede de la North Side Gang.

## Los contrabandistas dividen Chicago
En 1920, "Papa" Johnny Torrio, el jefe de la mafia predominantemente italiana del Lado sur (más tarde conocida como Chicago Outfit), y su lugarteniente, Al Capone, se reunieron con todos los contrabandistas de Chicago para elaborar un sistema de territorios. Era beneficioso para todos evitar sangrientas batallas territoriales. Además, los gánsteres pudieron poner en común su poder político y sus soldados en las calles. O'Banion aceptó el acuerdo y se le cedió el control del North Side, incluida la deseable Gold Coast. Los North Siders ahora se convirtieron en parte de una gran combinación de contrabandistas del área de Chicago.
O'Banion vivió con el acuerdo de Torrio durante unos tres años antes de quedar insatisfecho con él. Desde una elección reciente en la vecina Cicero, Illinois, la ciudad se había convertido en una mina de oro para los South Siders y O'Banion quería una parte de ella. Para aplacarlo, Torrio le otorgó a O'Banion algunos de los derechos de la cerveza de Cicero y un cuarto de interés en un casino llamado The Ship. El emprendedor O'Banion luego convenció a varios bares clandestinos en otros territorios de Chicago para que se mudaran a su tira en Cicero. Este movimiento tenía el potencial de iniciar una guerra de contrabando. Torrio intentó convencer a O'Banion de que abandonara su plan a cambio de algunas ganancias del burdel del South Side. O'Banion se negó enojado, ya que aborrecía la prostitución.
Mientras tanto, los Hermanos Genna, que controlaban Little Italy al oeste de The Loop (la zona del centro de Chicago), comenzaron a comercializar su whisky en el lado norte, territorio de O'Banion. O'Banion se quejó de los Genna a Torrio, pero Torrio no hizo nada. Sin dar marcha atrás, O'Banion comenzó el secuestro de envíos de licor de los Genna, que decidieron asesinar a O'Banion; sin embargo, como la familia Genna era Siciliana, le debía lealtad a la Unione Siciliana, una sociedad benéfica para inmigrantes sicilianos y organización fachada de la Mafia. Hicieron un llamamiento a Mike Merlo, el presidente de la rama de Chicago de la Unione; sin embargo, a Merlo no le gustaba la violencia y se negó a sancionar el golpe.

## Asesinato de John Duffy
Mientras tanto, O'Banion continuó la ofensiva. En febrero de 1924, se movió contra sus rivales del South Side al intentar sin éxito incriminar a Torrio y Capone por el asesinato del parásito del North Side John Duffy, un pistolero a sueldo de Filadelfia.
Duffy, luego de una violenta discusión en estado de ebriedad, había asfixiado a su novia Maybelle Exley con una almohada mientras dormía (aunque otras fuentes afirman que Duffy le disparó dos veces en la cabeza). Cuando se despertó a la mañana siguiente, entró en pánico y llamó a un amigo, pidiéndole un auto y dinero para salir de la ciudad. Pronto fue contactado por O'Banion, quien accedió a ayudarlo. Le dijo a Duffy que se encontrara con él en Four Deuces, un club nocturno de South Wabash dirigido por la organización Torrio-Capone.
En el club, varios testigos informaron haber visto a Duffy siendo recogido alrededor de las 8:00 p. m. en un Studebaker por O'Banion y un hombre no identificado. El cuerpo de Duffy fue encontrado más tarde en un banco de nieve en las afueras de Chicago; le habían disparado tres veces en la cabeza con una pistola calibre .38. Más tarde, otro testigo le dijo a la policía que vio a O'Banion y a otros dos hombres arrojar el cuerpo de Duffy, pero luego se retractó de su declaración.
Como Duffy había sido visto por última vez en el Four Deuces, la sospecha lógicamente se centró en el gerente del club Al Capone. La investigación posterior atrajo la atención no deseada de las fuerzas del orden sobre el club, ya que era una fuente de apuestas ilegales, prostitución y contrabando. Cuando la policía comenzó a ver a O'Banion como un posible sospechoso, el líder de la banda dijo a los periodistas: "La policía no tiene que buscarme, yo iré a buscarlos a ellos. Estaré en la oficina del fiscal del estado a las 2:30 p. m. del lunes por la tarde... Puedo decirle al fiscal del estado todo lo que quiera saber sobre mí. Lo que sea que le haya pasado a Duffy está fuera de mi alcance. No me mezclo con ese tipo de gentuza".
Los oficiales de policía nunca pudieron reunir suficiente evidencia para acusar a O'Banion del asesinato de Duffy. Teorizaron que O'Banion y dos cómplices llevaron a Duffy a un área boscosa remota. Al detenerse en Nottingham Road, Duffy y O'Banion bajaron del auto para hacer sus necesidades. En ese momento, O'Banion se colocó detrás del desprevenido Duffy y le disparó en la nuca. O'Banion luego le disparó a Duffy dos veces más antes de tirar su cuerpo en el banco de nieve. La policía cree que O'Banion mató a Duffy porque quería evitar una investigación muy publicitada sobre el asesinato de la novia de Duffy. Al encontrarse con Duffy en un club del Chicago Outfit y llevarlo a "un viaje de ida", esperaba culpar a Torrio y Capone por el asesinato de Duffy.

## El asalto a la cervecería Sieben
La gota que colmó el vaso para Torrio fue la traición de O'Banion en el ataque a la cervecería Sieben. Tanto O'Banion como Torrio tenían grandes participaciones en la cervecería Sieben en Chicago. En mayo de 1924, O'Banion se enteró de que la policía planeaba allanar la cervecería en una noche en particular. Antes de la redada, O'Banion se acercó a Torrio y le dijo que quería vender su participación en la cervecería, alegando que los Genna lo asustaron y que quería dejar las mafias. Torrio accedió a comprar la parte de O'Banion y le dio medio millón de dólares. La noche del último envío de O'Banion, la policía irrumpió en la cervecería. O'Banion, Torrio y numerosos gánsteres del South Side fueron arrestados. O'Banion se salvó fácilmente porque, a diferencia de Torrio, no tenía arrestos previos relacionados con la Prohibición. Torrio tuvo que rescatar a sí mismo y a seis asociados, además de enfrentar cargos judiciales posteriores con la posibilidad de ir a la cárcel. O'Banion también se negó a devolver el dinero que Torrio le había dado en el trato.
Torrio pronto se dio cuenta de que había sido doble traición. Había perdido la cervecería y $ 500 000 en efectivo ($ 6,9 millones en dólares de 2015), había sido acusado y humillado. Sin embargo, Torrio estaba dispuesto a pasar por alto este insulto para mantener la paz en los bajos fondos de Chicago, hasta que el mismo O'Banion hizo que la situación fuera irrecuperable ese mismo año.

## O'Banion y la ametralladora Tommy
Durante el verano de 1924, O'Banion y su esposa Viola se tomaron unas largas vacaciones en el rancho de Colorado de su secuaz Louis Alterie. En su camino de regreso a Chicago, O'Banion compró una gran cantidad de armas en Denver, incluidas tres metralletas Thompson, o "ametralladoras para bebés", como se las conocía en un periódico local (En ese momento, el fabricante, la Auto-Ordenance Company, anunciaba el arma a los rancheros como un medio para lidiar con los animales depredadores, lo que claramente atrajo la atención de O'Banion). O'Banion sería asesinado poco después de su regreso a Chicago, antes de que tuviera la oportunidad de usar sus nuevas Thompson en cualquiera de sus enemigos.
Se cree que una de las ametralladoras de O'Banion finalmente llegó al pistolero de South Side Frank McErlane, quien junto con su jefe Joe Saltis había formado una alianza secreta con North Side Gang. McErlane usó esta Thompson en un intento fallido de matar a Spike O'Donnell en septiembre de 1925 en lo que se cree que fue el primer uso registrado de una "Tommy Gun" en la historia de Chicago.

## Muerte
El 3 de noviembre de 1924, Dean O'Banion hizo una llamada telefónica a su archirrival Angelo Genna que se acaloró. Su desacuerdo se refería a una deuda en la que Genna había incurrido en The Ship, el casino que el jefe de la pandilla North Side poseía junto con el Torrio Syndicate. Como O'Banion se sentó con Al Capone, Frank Nitti, Frank Rio y otros para contar las ganancias de la semana, se mencionó que Angelo Genna había apostado una gran cantidad de dinero en efectivo, además de una cantidad considerable como marcador. Capone recomendó que cancelaran el marcador como cortesía profesional. O'Banion, en cambio, habló con Genna por teléfono y le exigió abusivamente que pagara su deuda dentro de una semana. Con este insulto, Angelo Genna y su familia ya no pudieron contenerse. Hasta entonces, Mike Merlo y la Unione Siciliana se habían negado a sancionar un golpe contra O'Banion. Sin embargo, Merlo tenía cáncer terminal y murió el 8 de noviembre de 1924. Sin Merlo, los Genna y South Siders eran libres de liquidar a O'Banion.
Usando el funeral de Merlo como tapadera, durante los próximos días el gánster de Brooklyn Frankie Yale y otros visitaron Schofield's, la floristería de O'Banion, para hablar sobre los arreglos florales. Sin embargo, el propósito real de estas visitas era memorizar el diseño de la tienda para el ataque.
En la mañana del 10 de noviembre de 1924, O'Banion estaba cortando crisantemos en la trastienda de Schofield. Yale entró en la tienda con los pistoleros de Genna John Scalise y Albert Anselmi. Cuando O'Banion y Yale se dieron la mano, Yale tomó la mano de O'Banion con fuerza. Al mismo tiempo, Scalise y Anselmi se hicieron a un lado y dispararon dos balas en el pecho de O'Banion y dos en la garganta. Uno de los asesinos disparó un último tiro en la nuca mientras yacía boca abajo en el suelo.
Dado que O'Banion era una importante figura criminal, la Iglesia Católica le negó el entierro en terreno consagrado. Un sacerdote que O'Banion había conocido desde la infancia recitó el Padrenuestro y tres Avemarías en su memoria. O'Banion recibió un lujoso funeral, mucho más grande que el funeral de Merlo el día anterior. Fue enterrado en el Cementerio de Mount Carmel en Hillside, Illinois, al oeste de Chicago. O'Banion fue enterrado originalmente en un terreno no consagrado, pero su familia perseveró y finalmente lo volvieron a enterrar en terreno consagrado en otro lugar del cementerio.
El asesinato de O'Banion desató una brutal guerra de bandas de cinco años entre North Side Gang y Chicago Outfit que culminó con el asesinato de siete pandilleros de North Side en la matanza de San Valentín de 1929.

## En la cultura popular
En los primeros años de la era del "enemigo público", Dean O'Banion y otros mafiosos irlandeses de la década anterior sirvieron de base para muchas películas de gánsteres de la década de 1930. James Cagney, por ejemplo, basó su personaje en O'Banion y su lugarteniente Earl "Hymie" Weiss en la película de 1931 The Public Enemy. Las temporadas 3 y 4 de la serie de HBO Boardwalk Empire presentaron una versión ficticia de O'Banion, interpretado por Arron Temblar.
Aparece como un personaje jugable en el videojuego de estrategia Empire of Sin publicado en 2020 por Romero Games y Paradox Interactive.
| Fecha     | Título                                                                              | País    | notas                           | IMDb |
| --------- | ----------------------------------------------------------------------------------- | ------- | ------------------------------- | ---- |
| 1959      | Al Capone                                                                           | EE. UU. | Interpretado por Robert Gist    |      |
| 1967      | La Masacre del Día de San Valentín                                                  | EE. UU. | Interpretado por John Agar      |      |
| 1975      | Capone                                                                              | EE. UU. | Interpretado por John Orchard   |      |
| 1993      | Los intocables Piloto (Partes 1 y 2)                                                | EE. UU. | Interpretado por Michael Parks  |      |
| 1993      | Las crónicas del joven Indiana Jones El joven Indiana Jones y el misterio del blues | EE. UU. | Interpretado por Victor Slezak  |      |
| 2012–2013 | Imperio del paseo marítimo                                                          | EE. UU. | Interpretado por Arron Shiver   |      |
| 2016      | Cómo se hizo la mafia: Chicago                                                      | EE. UU. | Interpretado por Stephen Lovatt | ]    |
| 2017      | Tierra de gánsteres                                                                 | EE. UU. | Interpretado por Mark Rolston   |      |